# 18e étape du Tour d'Espagne 2009

La 18e étape du Tour d'Espagne 2009 s'est déroulée le 17 septembre 2009 entre Talavera de la Reina et Ávila sur 165 kilomètres. Cette étape est remportée par l'Irlandais Philip Deignan. Alejandro Valverde, conserve la tête du classement général.

## Classement de l'étape
|    | Coureur                  | Pays     | Équipe                | Temps           |
| -- | ------------------------ | -------- | --------------------- | --------------- |
| 1  | Philip Deignan           | Irlande  | Cervélo TestTeam      | 4 h 19 min 14 s |
| 2  | Roman Kreuziger          | Tchéquie | Liquigas              | + 3 s           |
| 3  | Jakob Fuglsang           | Danemark | Team Saxo Bank        | + 16 s          |
| 4  | Manuel Vázquez           | Espagne  | Contentpolis-Ampo     | + 39 s          |
| 5  | Igor Antón               | Espagne  | Euskaltel-Euskadi     | + 41 s          |
| 6  | Mikaël Cherel            | France   | La Française des jeux | + 42 s          |
| 7  | Rein Taaramäe            | Estonie  | Cofidis               | m.t.            |
| 8  | Rémy Di Grégorio         | France   | La Française des jeux | m.t.            |
| 9  | Jesús Hernández Blázquez | Espagne  | Astana                | m.t.            |
| 10 | Jesús del Nero           | Espagne  | Fuji-Servetto         | m.t.            |

## Classement général
|     | Coureur            | Pays      | Équipe            | Temps            |
| --- | ------------------ | --------- | ----------------- | ---------------- |
| 1   | Alejandro Valverde | Espagne   | Caisse d'Épargne  | 78 h 56 min 42 s |
| 2   | Robert Gesink      | Pays-Bas  | Rabobank          | + 32 s           |
| 3   | Samuel Sánchez     | Espagne   | Euskaltel-Euskadi | + 1 min 10 s     |
| 4   | Ivan Basso         | Italie    | Liquigas          | + 1 min 29 s     |
| 5   | Cadel Evans        | Australie | Silence-Lotto     | + 1 min 51 s     |
| 6   | Ezequiel Mosquera  | Espagne   | Xacobeo Galicia   | + 1 min 55 s     |
| 7   | Joaquim Rodríguez  | Espagne   | Caisse d'Épargne  | + 5 min 54 s     |
| 8   | Paolo Tiralongo    | Italie    | Lampre-NGC        | + 6 min 35 s     |
| 9   | Philip Deignan     | Irlande   | Cervélo TestTeam  | + 7 min 49 s     |
| Dsq | Juan José Cobo     | Espagne   | Fuji-Servetto     | + 10 min 46 s    |

## Classements annexes
| Classement par points | Classement par points | Classement par points | Classement par points | Classement par points |
| Rang                  | Cycliste              | Pays                  | Équipe                | Pts                   |
| --------------------- | --------------------- | --------------------- | --------------------- | --------------------- |
|                       | André Greipel         | Allemagne             | Team Columbia-HTC     | 121                   |
| 2                     | Daniele Bennati       | Italie                | Liquigas              | 81                    |
| 3                     | Alejandro Valverde    | Espagne               | Caisse d'Épargne      | 80                    |

| Grand Prix de la montagne | Grand Prix de la montagne | Grand Prix de la montagne | Grand Prix de la montagne | Grand Prix de la montagne |
| Rang                      | Cycliste                  | Pays                      | Équipe                    | Pts                       |
| ------------------------- | ------------------------- | ------------------------- | ------------------------- | ------------------------- |
|                           | David Moncoutié           | France                    | Cofidis                   | 186                       |
| 2                         | David de la Fuente        | Espagne                   | Fuji-Servetto             | 89                        |
| 3                         | Pieter Weening            | Pays-Bas                  | Rabobank                  | 60                        |

| Combiné | Combiné            | Combiné  | Combiné           | Combiné |
| Rang    | Cycliste           | Pays     | Équipe            | Pts     |
| ------- | ------------------ | -------- | ----------------- | ------- |
|         | Alejandro Valverde | Espagne  | Caisse d'Épargne  | 10      |
| 2       | Robert Gesink      | Pays-Bas | Rabobank          | 11      |
| 3       | Samuel Sánchez     | Espagne  | Euskaltel-Euskadi | 21      |

| Classement par équipes | Classement par équipes | Classement par équipes | Classement par équipes | Classement par équipes |
| Rang                   | Pays                   | Équipe                 | Temps                  |                        |
| ---------------------- | ---------------------- | ---------------------- | ---------------------- | ---------------------- |
|                        | Xacobeo Galicia        | Espagne                | en 236 h 30 min 36 s   |                        |
| 2                      | Astana                 | Kazakhstan             | + 27 min 10 s          |                        |
| 3                      | Caisse d'Épargne       | Espagne                | + 29 min 12 s          |                        |

## Abandons
- Maxim Iglinskiy (Astana)
- Ryder Hesjedal (Garmin-Slipstream)
- Christian Meier (Garmin-Slipstream)
- Tom Danielson (Garmin-Slipstream)
- Bert Grabsch (Team Columbia-HTC)
- Julien Loubet (AG2R La Mondiale)
- Gerald Ciolek (Team Milram)
- Björn Leukemans (Vacansoleil)